# Špela Dragaš
Špela Dragaš, slovensko-italijanska trenerka in sodnica ritmične gimnastike, * 14. april 1970, Ljubljana.

## Kariera
Špela je začela delati kot trenerka ritmične gimnastike po zaslugi svoje mame, nato pa je pridobila certifikat za trenerko prve, druge in tretje stopnje na FIG akademiji v Lozani.
Od leta 1992 do 1997 je delala kot trenerka v športnem klubu domačega kraja Vrhnike, Športni zvezi Vrhnika, kjer je pripravljala tekmovalke reprezentančnega nivoja, med njimi Ano Stumberger/Štumberger? (SP Bruselj 1992), Sandro Žilavec (SP Alicante 1993) in Dušico Jeremić (EP Praga 1995 in SP Berlin 1997).
Leta 1996 je bila glavna trenerka slovenske mladinske skupinske sestave, ki je tekmovala na evropskem prvenstvu v Askerju na Norveškem. Leta 1998 je postala tehnična direktorica Športnega kluba Šiška v Ljubljani, kjer je pomagala pri pripravah na evropsko prvenstvo v Portu državnih reprezentantk Dušice Jeremić, Tine Čas in Mojce Rode. Naslednje leto je vodila slovensko člansko skupinsko sestavo, ki je na evropskem prvenstvu osvojila zgodovinski finale z 10 kiji.
Nato se je preselila v Videm v Italiji, kjer je začela sodelovati s klubom Associazione Sportiva Udinese, ki tekmuje na najpomembnejših prvenstvih na državni ravni. Tam v preteklih letih opravlja vlogo tehnične direktorice. Leta 2009 je pridobila italijansko državljanstvo in zvezno tehnično licenco.
Leta 2014 je klub ASU popeljala do zmage na prvenstvu Serie A2 v ritmični gimnastiki in posledično napredovanja v Serie A1, v kateri klub tekmuje še danes. Leta 2017 je Italijanska gimnastična zveza ASU podelila naziv nacionalnega tehničnega centra, zahvaljujoč rezultatom, ki jih je doseglo njeno vodstvo.
Od leta 2010 do 2021 je trenirala Italijanko romunskega porekla Alexandre Agiurgiuculese, ki je po selitvi staršev v Italijo začela trenirati v klubu ASU in sčasoma osvojila številne naslove na državnih in mednarodnih tekmovanjih, vključno s srebrnimi medaljami na Evropskem mladinskem prvenstvu leta 2016 ter bronasto medaljo z žogo in bronasto ekipno na svetovnem prvenstvu 2018 v Sofiji. Na svetovnem prvenstvu 2019 si je Alexandra priborila vozovnico za olimpijske igre 2020, kjer je v kvalifikacijah zasedla 15. mesto.
Trenutno je kot trenerka fokusirana na pripravo Tare Dragaš (srebrna medalja na MEP 2022 v Tel Avivu) in Isabelle Tavano, ki tekmujeta kot reprezentatki Italije.
Od leta 1993 je mednarodna sodnica FIG za Slovenijo, sodila pa je na kar treh olimpijskih igrah v Atenah 2004, Londonu 2012 in Riu 2016. Sodila je tudi več svetovnih (v Berlinu 1997, New Orleansu 2002, Budimpešti 2003, Patrasu 2007, Mie 2009, Moskvi 2010, Montpellieru 2011, Izmirju 2014, Stuttgartu 2015 in Pesaru 2017) in evropskih prvenstev (v Pragi 1995, Askarju 1996, Portu 1998, Budimpešti 1999, Ženevi 2001, Moskvi 2006, Bremnu 2010, Minsku 2011, Nižnjem Novgorodu 2012, Dunaju 2013, Minsku 2015, Holonu 2016 in Budimpešti 2017).

## Zasebno življenje
V mladosti je igrala košarko, italijansko se je naučila, ko je delala kot varuška. Leta 1997 je diplomirala na Fakulteti za družbene vede v Ljubljani. Od leta 2001 je poročena s pevcem in igralcem Sašo Dragašem, s katerim imata dva otroka. Hči Tara je tudi ritmična gimnastičarka in trenira pod njenim okriljem.